# 蒋洪军
蒋洪军（？—），男，汉族，中华人民共和国政治人物，一级大检察官。曾任中国共产党第十九届中央纪律检查委员会委员，中国人民解放军军事检察院检察长。